# Karel Pokorný
Karel Pokorný (ur. 18 stycznia 1891 w Pavlicach, zm. 14 lutego 1962 w Pradze) – czeski rzeźbiarz. 

## Życiorys
Był uczniem J.V. Myslbeka i kontynuatorem jego realistycznego i monumentalnego stylu. Od 1945 profesor Akademii Sztuk Pięknych w Pradze. Tworzył głównie pomniki (np. Braterstwa 1946–1950) w Pradze i portrety.